# 불스 (럭비)
불스(Bulls)는 수퍼 15에서 1998년 노던 트란스발을 대신하여 생긴 남아공의 프로 럭비 유니온 팀이다. 프리토리아를 연고로 하며 로프터스 버스펠드 경기장을 홈구장으로 사용한다.

## 우승기록
- 우승 - 2회(2007, 2009)
- 준우승 - 0회